# 후쿠후지 유타카
후쿠후지 유타카(일본어: 福藤 豊, 1982년 9월 17일~)는 일본의 아이스하키 선수로 포지션은 골텐더이다. 현재 아시아리그 아이스하키의 HC 도치기 닛코 아이스벅스와 일본 아이스하키 국가대표팀 소속으로 뛰고 있다. 내셔널 하키 리그(NHL)에서 활동한 최초의 일본 국적 선수이며 2006-07 시즌에 로스앤젤레스 킹스 소속으로 리그에 참가했다. 그는 일본 골텐더 선수로는 최초로 NHL 드래프트에 지명된 선수이며 미우라 히로유키 이후 두 번째로 NHL에 지명된 일본 선수이다.
국제 대회에 일본 국가대표팀의 일원으로 활동한 후쿠후지는 세계 아이스하키 선수권 대회 13회 참가했고 아시안 게임에 2회 참가하여 은메달 1개, 동메달 1개를 획득했다.

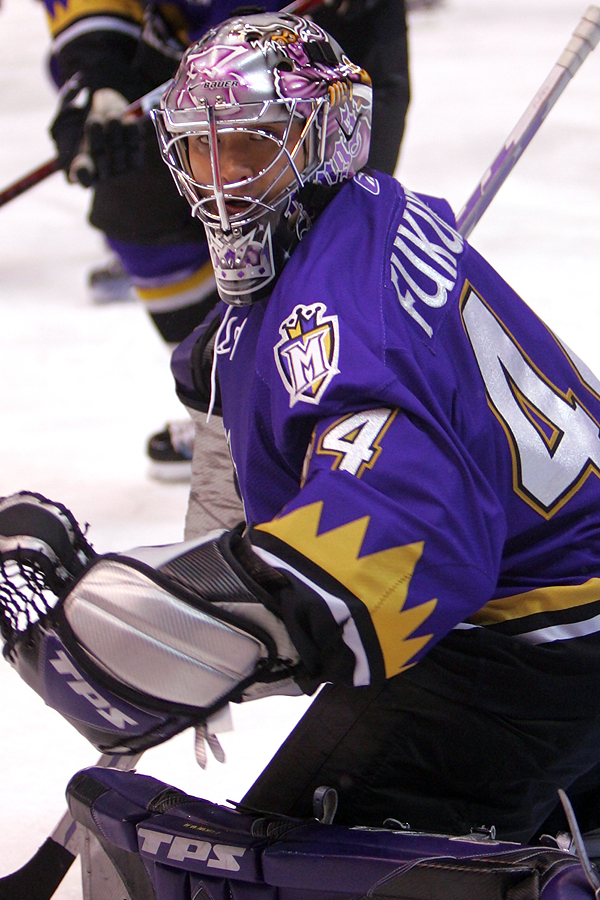
2007년 1월 맨체스터 모나크스 소속 당시의 후쿠후지

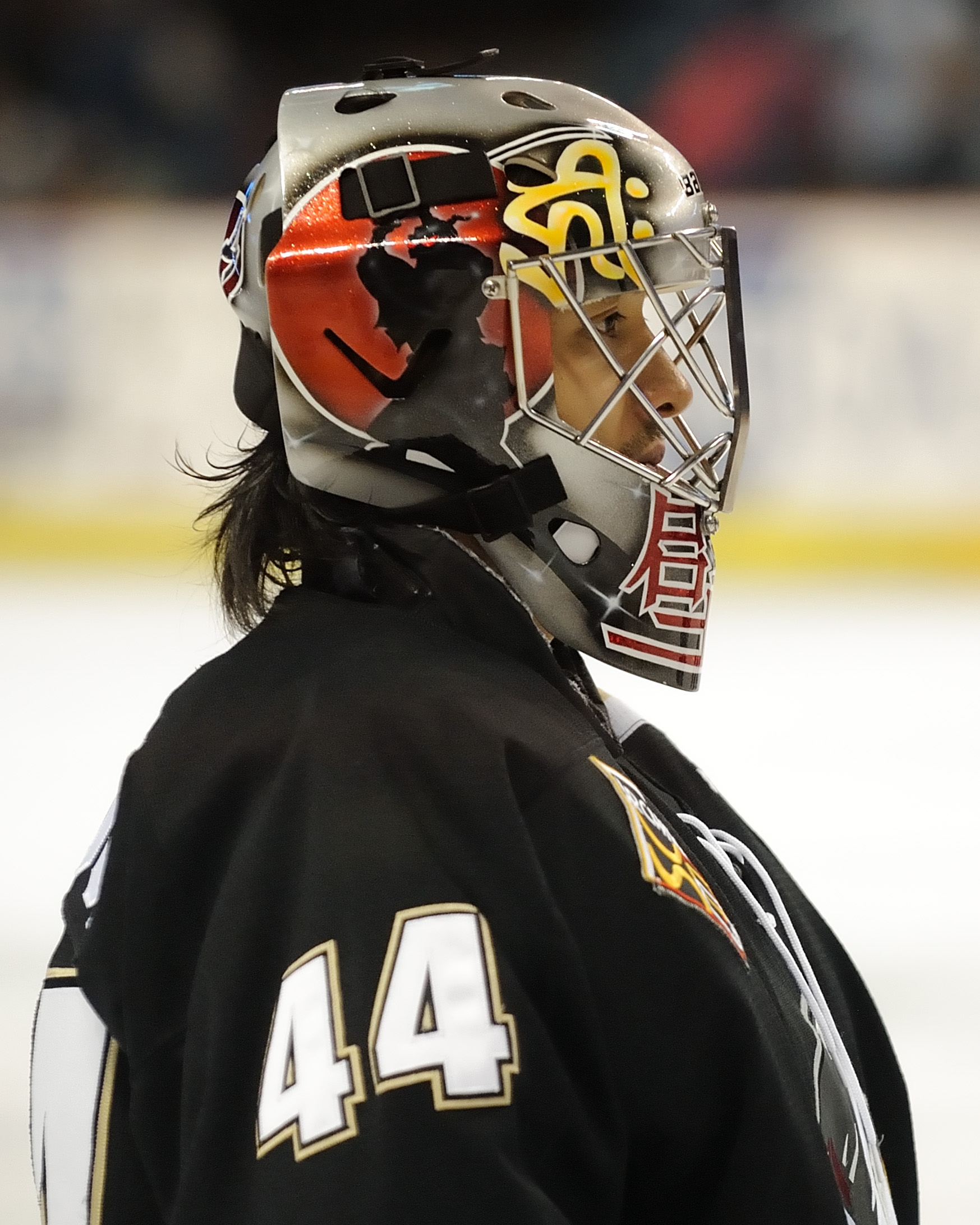
2007년 2월 베이커즈필드 콘도스 소속 시절의 후쿠후지